# William Boog Leishman
William Boog Leishman (ur. 6 listopada 1865 w Glasgow, zm. 2 czerwca 1926) – szkocki patolog i lekarz wojskowy, generał British Army.
Jego ojcem był lekarz ginekolog William Leishman starszy. Uczył się w Westminster School i na University of Glasgow. W 1887 rozpoczął służbę wojskową. W 1901 opublikował pracę na temat zmian w śledzionie chorych na kala-azar. Choroba, po wyjaśnieniu jej patogenezy, została nazwana leiszmaniozą, a wywołujący ją pasożyt – leiszmanią.
Zmarł w 1926. Został pochowany na Highgate Cemetery w Londynie.

## Wybrane prace
- Kala azar. Macmillan, 1907
- Anti-typhoid inoculation: The Harben lectures, 1910
- On the possibility of the occurrence of trypanosomiasis in India. British medical journal (1903)